# Avenue Frans Courtens
Pour les articles homonymes, voir Courtens.
L'avenue Frans Courtens (en néerlandais : Frans Courtenslaan) est une avenue bruxelloise de la commune de Schaerbeek qui va du boulevard Léopold III au carrefour de l'avenue Henry Dunant et de la rue de Genève en passant par la rue Jul Merckaert. Les derniers mètres de l'artère sont situés sur la commune d'Evere et se nomme rue Frans Courtens.
L'avenue porte le nom du peintre belge Frans Courtens (1854-1943).

## Adresses notables
à Schaerbeek :

- no 68 : Maison du Foyer Schaerbeekois
- no 94 : Sine Qua Non
- no 118 : Maison du Foyer Schaerbeekois
- no 124 : Maison du Foyer Schaerbeekois
- no 142 : Maison du Foyer Schaerbeekois

## Transport en commun
- arrêt Paul Leduc du bus 21 (STIB)
- arrêt Frans Courtens du bus 63 (STIB)
- arrêt Frans Courtens et Paul Leduc du bus Noctis N04 (STIB)